# Lisa Danulat
Lisa Danulat (* 1983 in Frankfurt am Main) ist eine deutsche Dramatikerin.

## Leben
Lisa Danulat studierte Philosophie, Schauspiel und Szenisches Schreiben in Frankfurt am Main, Freiburg und Graz. 

## Arbeiten (Auswahl)
- 2005: Die Sieben Stufen der Akzeptanz (Wallgrabentheater Freiburg i. Brsg., Regie: Yontu Diker)
- 2006: Bärensarg (E-Werk, Freiburg i. Brsg., Regie: Lisa Danulat)
- 2006: Lesebühne Ihres Vertrauens, Frankfurt, mit Tilman Birr, Severin Groebner und Elis
- 2007: Aufschnitt 2.49 (E-Werk, Freiburg i. Brsg. Regie: Barbara Zimmermann)
- 2009: Too Low Terrain (Staatstheater Mainz, Regie: Robert Borgmann)
- 2009: Uns kriegt ihr nicht! (Staatstheater Mainz, Regie: Hannes Rudolph)
- 2010: Wanderbriefe I
- 2010/11: Hausautorenschaft am Staatstheater Mainz
- 2012: Königreich (Staatstheater Mainz, Regie: Johannes Schmit)
- 2013: Wanderbriefe II – Vechta
- 2014/16: Ralf (Berlin Buch, Regie: Michael Graessner, Staatsschauspiel Dresden, Regie: Sapir Heller)
- 2015: ja! nein! und docxxx (Stadttheater Bremerhaven, Regie: Tim Egloff)
- 2016: German Love Letter (Theater am Lend, Graz: Regie: Lilli-Hannah Hoepner)
- 2017: Die Lichter von Nothingtown (Poesie Projekt mit Sarah Meurle)
- 2017: Wanderbriefe III – Kyoto
- 2018: Wanderbriefe IV – Paderborn
- 2018: Auf Wiedersehen Utopia – Neue Stadt Wulfen: Paradebeispiel einer Planstadt (Hörspielinstallation mit Studierenden der TU Berlin und Jan Kampshoff)
- 2018: German Love Letter (Theater Bielefeld, Regie: Swen Lasse Awe)
- 2019: Arcanum, 20 DM (Center for Literature, Münster, Regie: Friedrich Kirschner, Anton Krause und Fabian Raith)
- 2019: Die Kinder von Nothingtown (Burghofbühne Dinslaken, Regie: Anna Scherer)
- 2019: Entschuldigung (Deutsches Theater Berlin, Regie: Peter Kastenmüller)
- 2020: hell. (Gare du Nord, Basel, Regie: Till Wyler von Ballmoos)
- 2021: Protest Possible ( Liederabend Jan Klare und The Dorf, "World Wide World"- Center for Literature, Münster)
- 2026: OTA-Trauma und Fraktur (Theater Drachengasse, Regie: Sandra Schüddekopf)

## Auszeichnungen und Stipendien
- 2010: Wiener Dramatikerstipendium
- 2011: Aufenthaltsstipendium Villa Decius, Krakau PL
- 2012: Dramatikerinnenpreis NRW
- 2013: Autorenstipendium des WALD-Magazins, AT
- 2014: Artist-in-Residence-Stipendium der Universität Vechta
- 2016: Arbeitsstipendium des Deutschen Literaturfonds e.V.
- 2018: Stadtschreiberin Paderborn
- 2018: Kathrin-Türks-Preis
- 2019: Preis der Autorentheatertage des Deutschen Theaters, Berlin
- 2021: #takecare Residenz, PACT Zollverein, Essen
- 2025: Freundeskreis-Stipendium der Stiftung Preußische Seehandlung
- 2025: Nominierung Heidelberger Stückemarkt mit "OTA"